# Gwerk Ödön
Gwerk Ödön (Edmund Gwerk; Selmecbánya, 1895. február 15. – Pozsony, 1956. december 4.) festőművész.

## Élete
Szász származású család sarja volt. Apja Michal Gwerk Mihály (1856-1929) szabó volt. Édesanyja még gyermekkorában elhunyt, amit nehezen viselt.
Selmecbányán, majd 1914–1918 között a budapesti Képzőművészeti Főiskolán tanult, illetve Prágában és Pozsonyban végezte tanulmányait. Balló Ede festőművész tanítványa volt. Elsősorban a tájképfestészetet, illetve a realisztikus portréfestészetet művelte. Művelt értelmiségi volt, a művészet mellett irodalommal, filozófiával, zenével és politikával is foglalkozott.
Felesége volt Göllner Erzsébet (1905-1944) irodalomtörténész, hungarológus, műfordító volt. Pozsonyban ismerkedtek meg, szakmai kutatásai keretében a magyar kisebbség képviselőinek csehszlovákiai helyzetével kapcsolatban kereste fel Gwerket. 1938 júliusában Prágában házasodtak össze. 1938-ban Selmecbányára költöztek. Mindketten bekapcsolódtak az ellenállási mozgalomba, és felesége állítólag a városi rádióban arra buzdította az embereket, hogy vegyenek részt a Szlovák nemzeti felkelésben. A felkelés leverése után egy ideig bujkáltak, később azonban Gwerk egészségi állapota miatt vissza kellett térniük selmeci otthonukba. Feleségét 1944. november 10-én, mint az antifasiszta mozgalom tagját a Gestapo elfogta. A keremcsei mészárlás során kivégezték. Gwerk felesége halála után megtört. Selmecbánya helyi nemzeti bizottságának elnöke lett.

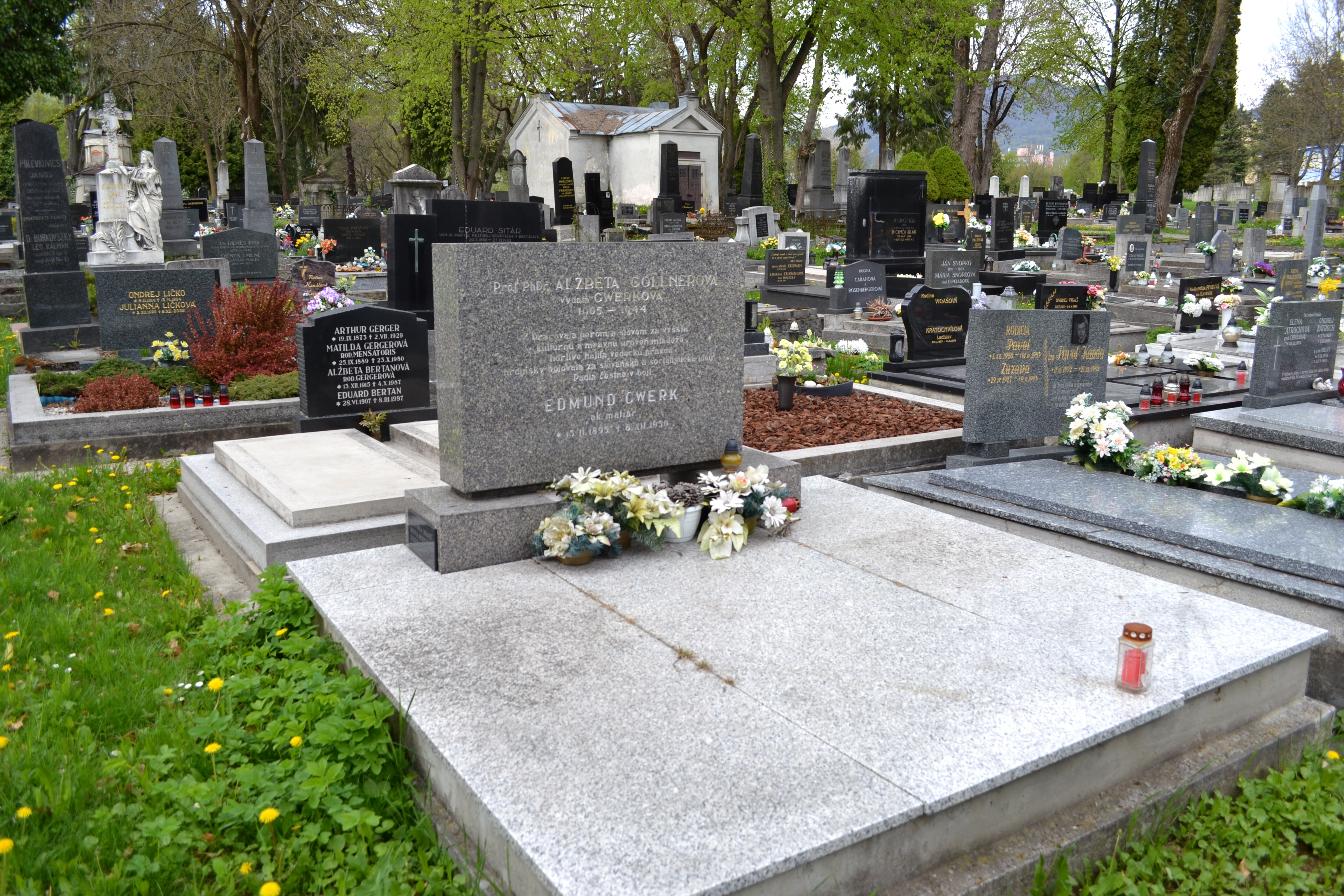
Sírja

Besztercebányán nyugszik. A Szlovák Művészek Szövetségének tisztviselője volt, sokat tett Selmecbánya műemlékeinek megőrzéséért.
2021-ben a Pozsonyi Városi Galéria a Párhuzamok és paradoxonok (Paralely a paradoxy) című kiállításon mutatta be műveit.

## Művei
Festményei többek között a Szlovák Nemzeti Galéria gyűjteményében találhatóak meg. Filozófiai, esztétikai tanulmányokat, műkritikát és verseket is írt.